# Васильевское (Иркутская область)
Васильевское — деревня в Нукутском районе Усть-Ордынского Бурятского округа Иркутской области России. Входит в муниципальное образование «Хареты».

## География
Деревня расположена в 31 км от райцентра на реке Ей. Высота над уровнем моря: 565 метров. Состоит из одной улицы (Центральная).
Васильевское площадью 468216 кв.м.

## Население
| 2002 | 2010 | 2011 | 2012 |
| ---- | ---- | ---- | ---- |
| 145  | ↘120 | →120 | ↗121 |

## Инфраструктура
Личное подсобное хозяйство.
Основа экономики — сельское хозяйство.

## Транспорт
Автомобильная дорога по улице Центральная.